# 111 (liczba)
111 (sto jedenaście) – liczba naturalna następująca po 110 i poprzedzająca 112.

## W matematyce
- 111 jest liczbą Harshada[1]

- 111 jest sumą magiczną kwadratu magicznego o wymiarach 6x6 składającego się ze wszystkich liczb całkowitych z przedziału 1-36

{\displaystyle {\begin{bmatrix}1&11&31&29&19&20\\2&22&24&25&8&30\\3&33&26&23&17&9\\34&27&10&12&21&7\\35&14&15&16&18&13\\36&4&5&6&28&32\\\end{bmatrix}}}
- 111 jest palindromem liczbowym, czyli może być czytana w obu kierunkach, w pozycyjnym systemie liczbowym o bazie 4 (12321) oraz bazie 6 (303) oraz bazie 10 (111)
- 111 należy do pięciu trójek pitagorejskich (36, 105, 111), (111, 148, 185), (111, 680, 689), (111, 2052, 2055), (111, 6160, 6161).

## W nauce
- liczba atomowa roentgenu (Rg)
- nieistniejąca lub zaginiona galaktyka NGC 111[2]
- planetoida (111) Ate
- kometa krótkookresowa 111P/Helin-Roman-Crockett

## W kalendarzu
111. dniem w roku jest 21 kwietnia (w latach przestępnych jest to 20 kwietnia). Zobacz też co wydarzyło się w roku 111, oraz w roku 111 p.n.e.